# Dekanat Bydgoszcz III
Dekanat Bydgoszcz III – jeden z dwudziestu jeden dekanatów w rzymskokatolickiej diecezji bydgoskiej.

## Parafie
W skład dekanatu wchodzi 7 bydgoskich parafii:
| Lp | Miejscowość / parafia                                  | Rok erygowania | Patron                                  | Odpust parafialny                                                           | Uwagi | Zdjęcie |
| -- | ------------------------------------------------------ | -------------- | --------------------------------------- | --------------------------------------------------------------------------- | --- | ------- |
| 1  | Bydgoszcz (Chwytowo, Wilczak) Świętej Trójcy           | 1924           | Trójca Święta                           | Święto Trójcy Świętej (niedziela po Zesłaniu Ducha Świętego)                | Kościół parafialny neobarokowy z 1912 roku (w rejestrze zabytków); na terenie parafii znajduje się kaplica Najświętszego Serca Pana Jezusa w Kujawsko-Pomorskim Centrum Pulmonologii; www |         |
| 2  | Bydgoszcz (Szwederowo) MB Nieustającej Pomocy          | 1924           | Matka Boża Nieustającej Pomocy          | 27 czerwca                                                                  | kościół parafialny zbud. w latach 1926-1928; na terenie parafii znajduje się Zespół Szkół Katolickich Pomnik Jana Pawła II oraz dom zakonny sióstr Elżbietanek; www                       |         |
| 3  | Bydgoszcz (Wilczak, Jary) Miłosierdzia Bożego          | 1946           | Miłosierdzie Boże                       | Niedziela Miłosierdzia Bożego (1. niedziela po Wielkanocy)                  | Kościół parafialny poewangelicki z 1906 roku (w rejestrze zabytków); www |         |
| 4  | Bydgoszcz (Okole) św. Wojciecha                        | 1946           | Święty Wojciech                         | 23 kwietnia                                                                 | Kościół parafialny poewangelicki z 1913 roku (w rejestrze zabytków); www |         |
| 5  | Bydgoszcz (Górzyskowo, Biedaszkowo) NMP Matki Kościoła | 1971           | Najświętsza Maryja Panna Matka Kościoła | poniedziałek Zesłania Ducha Świętego                                        | Kościół parafialny zbudowany w latach 1981-1983; www |         |
| 6  | Bydgoszcz (Błonie) Chrystusa Króla                     | 1978           | Chrystus Król                           | Uroczystość Jezusa Chrystusa, Króla Wszechświata (między 20 a 26 listopada) | Kościół parafialny zbudowany w latach 1982-1988; www |         |
| 7  | Bydgoszcz (Szwederowo, Bielice) Bożego Ciała           | 1987           | Boże Ciało                              | Uroczystość Najświętszego Ciała i Krwi Chrystusa (60 dni po Wielkanocy)     | Kościół w budowie od 2005 roku; www |         |